# Лансі
Лансі (фр. Lancy) — місто  в Швейцарії в кантоні Женева. За кількістю жителів Лансі посідає третє місце у кантоні.

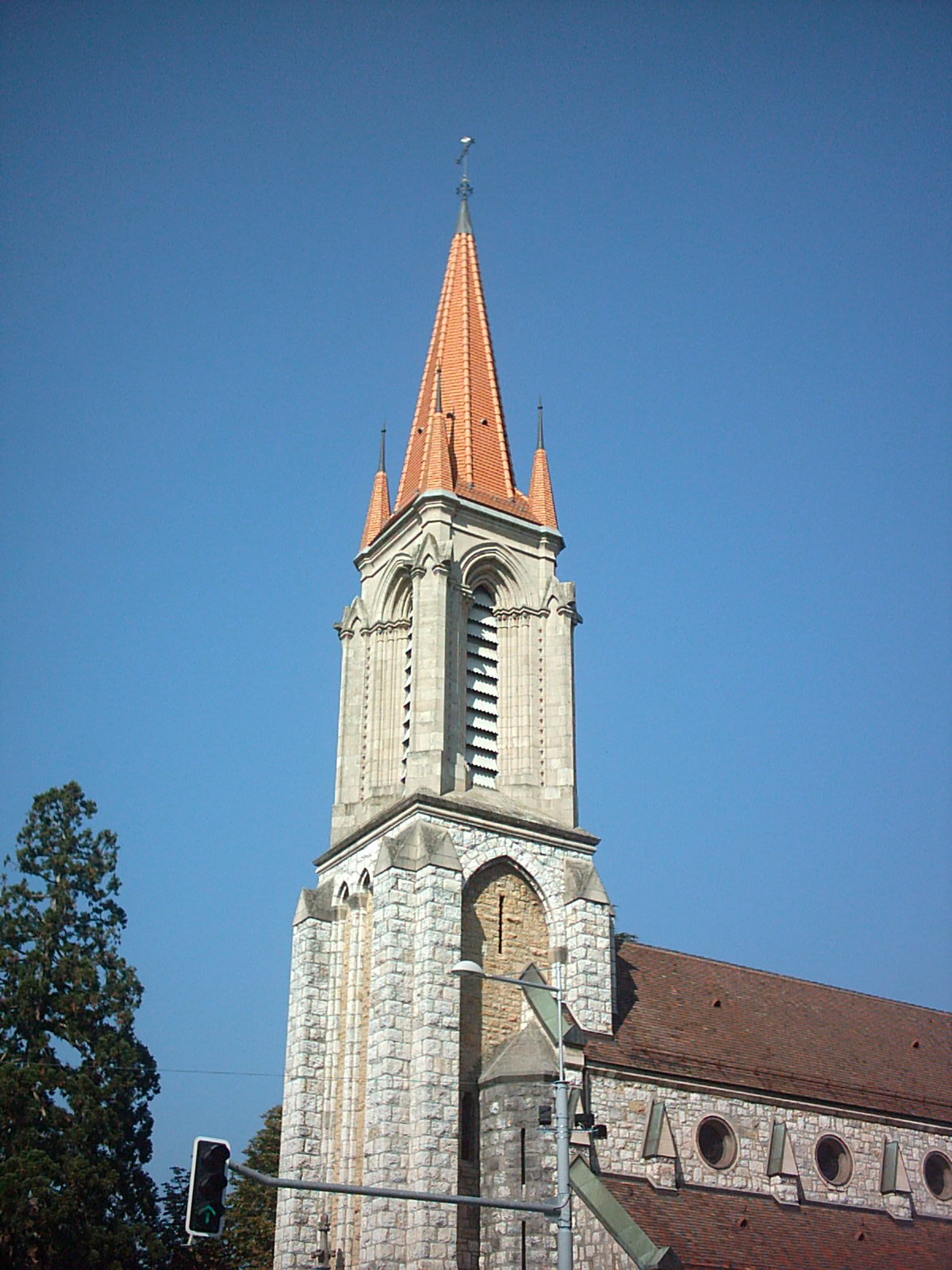
Церква Лансі (Grand Lancy).

Сусідить з комунами Каруж, Женева, Оне, План-лез-Уат і Верньє.

## Географія
Місто розташоване на відстані близько 135 км на південний захід від Берна, 4 км на південний захід від Женеви.
Лансі має площу 4,8 км², з яких на 88% дозволяється будівництво (житлове та будівництво доріг), 5,2% використовуються в сільськогосподарських цілях, 6,4% зайнято лісами, 0,4% не є продуктивними (річки, льодовики або гори).

## Демографія
2019 року в місті мешкало 33 377 осіб (+16,6% порівняно з 2010 роком), іноземців було 35%. Густота населення становила 6997 осіб/км².
За віковим діапазоном населення розподілялося таким чином: 23,5% — особи молодші 20 років, 61,1% — особи у віці 20—64 років, 15,3% — особи у віці 65 років та старші. Було 13061 помешкань (у середньому 2,5 особи в помешканні).
Із загальної кількості 19 560 працюючих 36 було зайнятих в первинному секторі, 2224 — в обробній промисловості, 17 300 — в галузі послуг.

## Персоналії
- Шарль Пікте де Рошмон (1755-1824) — державний та політичний діяч, дипломат, агроном. Автор декларації про постійний нейтралітет Швейцарії.